# 정재은 (태권도 선수)
정재은(鄭在恩, 1980년 1월 11일 ~ )은 대한민국의 태권도 선수, 지도자로 본관은 고성이다. 2000년 하계 올림픽에 참가하여 금메달을 획득하였다.. 2010년 1월부터 영천시청 여자 태권도 코치를 맡고 있다.

## 학력
- 한국체육대학교
- 한국체육대학교 이학박사

## 수상
- 2002년 체육훈장 청룡장 수상
- 2000년 제12회 윤곡상 최우수선수상[4]
- 1998년 코카콜라 신인상수상

## 개인사
2008년 K리그 챌린지에서 활동한 축구 선수 이창원과 결혼했다.